# Ла-Исабела
Ла-Исабела (Ла-Изабелла, исп. La Isabela) — второй испанский форт и первое официальное испанское поселение в Новом Свете на о. Гаити, существовавшее в 1493—1496 годах. Развалины поселения расположены на северном берегу современной Доминиканской республики, в провинции Пуэрто-Плата. Ла-Исабела считается первой официально основанной европейской колонией Нового Света, не считая кратковременного существования на этом же острове форта Ла-Навидад. Назван в честь испанской королевы Изабеллы.

## История
Колония была основана Христофором Колумбом во время его второго плавания в 1493 году. Вернувшись на остров Гаити, Колумб обнаружил, что форт Ла-Навидад, воздвигнутый во время его первой поездки, был полностью разрушен индейцами таино. Но Ла-Исабела была ненамного удачливей.
В 1494 и 1495 годах на неё обрушилось два Атлантических урагана. Голод и болезни скоро привели к мятежам и глубокому разочарованию среди колонистов. Тогда группа поселенцев во главе с Берналем де Писой, попыталась захватить судно чтобы бежать в Испанию. Оставшиеся колонисты продержались до 1496 года, когда Колумб решил оставить её ради основания в новой колонии на юго-восточном побережье этого же острова, города Новая Изабелла (современный город Санто-Доминго).